# Kreuz Saint-Michel (L’Étang-la-Ville)

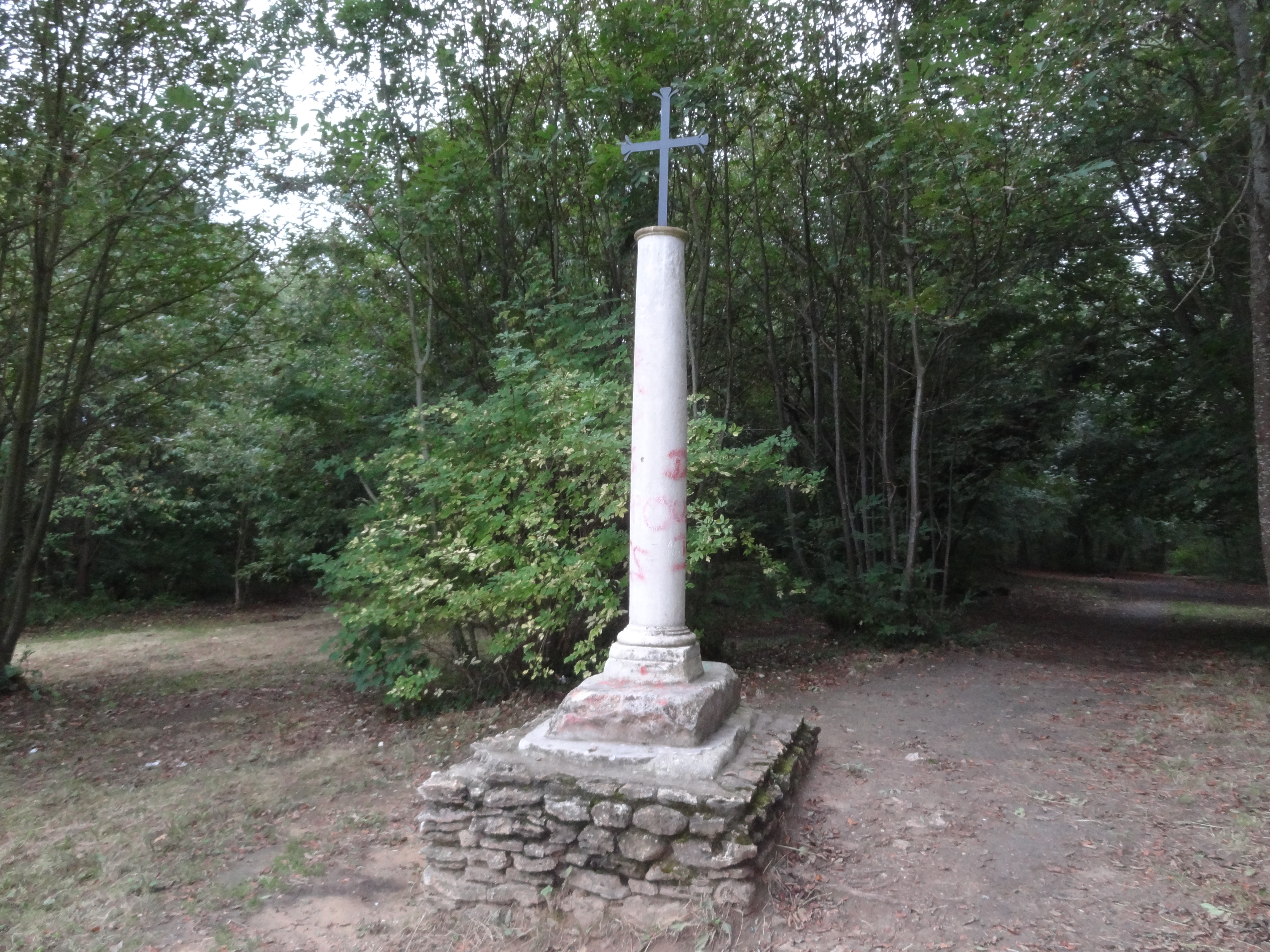
Kreuz Saint-Michel in L’Étang-la-Ville (2016 mit Vandalismusspuren)

Das Kreuz Saint-Michel in L’Étang-la-Ville, einer französischen Gemeinde im Département Yvelines der Region Île-de-France, wurde im 18. Jahrhundert errichtet. Das Wegekreuz im Wald der Domäne Marly-le-Roi ist seit 1938 als Monument historique geschützt.
Auf einem Steinfundament steht ein Sockel mit einer Säule, die ein Kreuz aus Schmiedeeisen trägt. 